# Concepción (prowincja)
Concepción – prowincja w Chile, w regionie Biobío, ze stolicą w Concepción. Powierzchnia wynosi 3439 km², w 2017 roku zamieszkiwało ją 995 658 osób.
W skład prowincji wchodzi 12 gmin:
- Concepción
- Coronel
- Chiguayante
- Florida
- Hualpén
- Hualqui
- Lota
- Penco
- San Pedro de la Paz
- Santa Juana
- Talcahuano
- Tomé